# Wybory parlamentarne w Austrii w 1990 roku
Wybory parlamentarne w Austrii odbyły się 7 października 1990. Frekwencja wyborcza wyniosła 86,1%. W wyborach tych oddano rekordową liczbę głosów nieważnych: 143 847 (3,0% wszystkich głosów).

## Wyniki wyborów
|  | Lista                               | Liczba głosów | %    | +/- | Mandaty | +/- |
|  | ----------------------------------- | ------------- | ---- | --- | ------- | --- |
|  | Socjalistyczna Partia Austrii (SPÖ) | 2 012 787     | 42,8 | 0,3 | 80      |     |
|  | Austriacka Partia Ludowa (ÖVP)      | 1 508 600     | 32,1 | 9,2 | 60      | 17  |
|  | Austriacka Partia Wolnościowa (FPÖ) | 782 648       | 16,6 | 6,9 | 33      | 15  |
|  | Zielona Alternatywa (GRÜNE)         | 225 084       | 4,8  |     | 10      | 2   |
|  | Vereinte Grüne Österreichs (VGÖ)    | 92 277        | 2,0  | –   | 0       |     |
|  | Komunistyczna Partia Austrii (KPÖ)  | 25 682        | 0,5  | 0,2 | 0       |     |
|  | inni                                | 57 816        | 1,2  |     | 0       |     |
|  | Razem                               | 57 816        | 100  |     | 183     |     |

### Wyniki wyborów w Krajach związkowych
| Kraje związkowe wyniki w % | SPÖ  | ÖVP  | FPÖ  | GRÜNE | VGÖ | KPÖ | Inni | Frekwencja |
| -------------------------- | ---- | ---- | ---- | ----- | --- | --- | ---- | ---------- |
| Burgenland                 | 49,9 | 35,4 | 11,1 | 2,5   | 0,9 | 0,3 | -    | 90,2       |
| Karyntia                   | 46,1 | 18,5 | 30,3 | 3,0   | 1,3 | 0,3 | -    | 89,1       |
| Dolna Austria              | 42,5 | 39,1 | 12,2 | 3,3   | 1,6 | 0,4 | -    | 88,8       |
| Górna Austria              | 42,0 | 33,3 | 16,0 | 4,1   | 2,6 | 0,4 | 1,5  | 91,0       |
| Salzburg                   | 37,8 | 32,1 | 20,5 | 7,3   | 1,3 | 0,4 | 0,6  | 80,9       |
| Styria                     | 43,3 | 33,2 | 16,8 | 3,9   | 1,1 | 0,7 | 0,9  | 93,1       |
| Tyrol                      | 30,5 | 40,7 | 17,1 | 6,3   | 3,2 | 0,6 | 1,5  | 90,9       |
| Vorarlberg                 | 28,8 | 40,4 | 17,2 | 5,2   | 4,6 | 0,6 | 3,2  | 93,4       |
| Wiedeń                     | 50,7 | 21,1 | 15,7 | 7,6   | 2,2 | 0,8 | 1,9  | 74,0       |